# التودد (خلق)
التَّودُّد لغةً: من الوُدِّ، والوُدُّ مصدر الموَدَّة. والوُدُّ هو الحُبُّ ويكون في جميع مداخل الخير، والتواد التحاب.
وتودَّدَ إليه: تَحَبَّبَ. وتَوَدَّدَه: اجْتَلَبَ وُدَّه.
والتَّودُّد اصطلاحًا هو (طلب مَوَدَّة الأكفاء بما يوجب ذلك).
قال ابن أبي جمرة: (التَّوَادُد هو التَّواصل الجالب). وقال ابن حجر: (هو تقرُّب شخصٍ من آخر بما يحب).

## الفرق بين التَّودد والتَّعاطف والتَّراحم
قال ابن أبي جمرة: (الذي يظهر أنَّ التَّراحم والتَّوادُد والتَّعاطف، وإن كانت متقاربة في المعنى، لكن بينها فرق لطيف، فأمَّا التَّراحم، فالمراد به: أن يرحم بعضهم بعضًا بأخوة الإيمان، لا بسبب شيء آخر.
وأما التَّوادُد، فالمراد به: التَّواصل الجالب للمحبَّة، كالتَّزاور والتَّهادي.
وأما التَّعاطف، فالمراد به: إعانة بعضهم بعضًا، كما يعطف الثَّوب عليه ليقوِّيه).

## الفرق بين الحبِّ والوُدِّ
الحب يكون فيما يوجبه ميل الطباع والحِكْمَة جميعًا، والوُدُّ ميل الطِّباع فقط؛ ألا ترى أنَّك تقول: أحبُّ فلانًا وأودُّه، وتقول: أحبُّ الصَّلاة، ولا تقول: أودُّ الصَّلاة. وتقول: أودُّ أنَّ ذاك كان لي، إذا تمنيت وِدَادَه.

## التودد في القرآن
- ﴿وَلَا تَسْتَوِي الْحَسَنَةُ وَلَا السَّيِّئَةُ ادْفَعْ بِالَّتِي هِيَ أَحْسَنُ فَإِذَا الَّذِي بَيْنَكَ وَبَيْنَهُ عَدَاوَةٌ كَأَنَّهُ وَلِيٌّ حَمِيمٌ ۝٣٤﴾ [فصلت: 34].

قيل لابن عقيل: أسمع وصية الله عزَّ وجلَّ يقول: (ادْفَعْ بِالَّتِي هِيَ أَحْسَنُ فَإِذَا الَّذِي بَيْنَكَ وَبَيْنَهُ عَدَاوَةٌ كَأَنَّهُ وَلِيٌّ حَمِيمٌ) وأسمع النَّاس يعدُّون من يُظهر خلاف ما يبطن منافقًا، فكيف لي بطاعة الله تعالى، والتَّخلُّص من النِّفاق؟ فقال: النِّفاق هو إظهار الجميل وإبطان القبيح، وإضمار الشَّر مع إظهار الخير لإيقاع الشَّر. والذي تضمنته الآية: إظهار الحسن في مقابلة القبيح لاستدعاء الحسن.
- ﴿وَمِنْ آيَاتِهِ أَنْ خَلَقَ لَكُمْ مِنْ أَنْفُسِكُمْ أَزْوَاجًا لِتَسْكُنُوا إِلَيْهَا وَجَعَلَ بَيْنَكُمْ مَوَدَّةً وَرَحْمَةً إِنَّ فِي ذَلِكَ لَآيَاتٍ لِقَوْمٍ يَتَفَكَّرُونَ ۝٢١﴾ الروم:21

قال الطبري وقوله: (وَجَعَلَ بَيْنَكُم مَّوَدَّةً وَرَحْمَةً) أي جعل بينكم بالمصاهرة والخُتُونة، (مَوَدَّة) تتوادُّون بها، وتتواصلون من أجلها، (وَرَحْمَةً) رحمكم بها، فعطف بعضكم بذلك على بعض.
- ﴿إِنَّ الَّذِينَ آمَنُوا وَعَمِلُوا الصَّالِحَاتِ سَيَجْعَلُ لَهُمُ الرَّحْمَنُ وُدًّا ۝٩٦﴾ [مريم: 96].

عن مجاهد بن جبر، في قوله: (سَيَجْعَلُ لَهُمُ الرَّحْمَنُ وُدًّا)، قال: (يحبهم ويحبِّبُهم إلى المؤمنين).

## التودد في السنة
روي عن النعمان بن بشير أن رسول اللّه ﷺ قال: 
| التودد (خلق) | (مثل المؤمنين في توادِّهم وتراحمهم وتعاطفهم، مثل الجسد، إذا اشتكى منه عضو، تداعى له سائر الجسد بالسَّهر والحمَّى). | التودد (خلق) |

ففي هذا الحديث تعظيم لحقوق المسلمين، والحضُّ على تعاونهم، وملاطفة بعضهم بعضًا.
روي عن أبي هريرة أن رسول اللّه ﷺ قال: 
| التودد (خلق) | (أنَّ رجلًا قال: يا رسول الله! إنَّ لي قرابة أصلهم ويقطعوني، وأحسن إليهم ويسيئون إلي، وأَحْلُم عنهم ويجهلون علي، فقال: لئن كنت كما قلت، فكأنَّما تُسِفُّهم الملَّ، ولا يزال معك من الله ظهير عليهم ما دمت على ذلك). | التودد (خلق) |

فأيَّده النَّبي صلى الله عليه وسلم على تودُّدِه إليهم، وإن لم يجد منهم مقابلًا لما يقوم به، إلَّا الإساءة إليه.
```
و[تسفهم الملُّ: أي تطعمهم الرماد الحار، ظهير عليهم: أي المعين والدافع لأذاهم].
```

روي عن ابن مسعود أن رسول اللّه ﷺ قال: 
| التودد (خلق) | (ألا أخبركم بمن يحرم على النَّار، وبمن تحرم النَّار عليه؟ على كلِّ هيِّن ليِّن قريب سهل). | التودد (خلق) |

قال القاري: «قريب» أي: قريب من النَّاس بمجالستهم في محافل الطَّاعة، وملاطفتهم قدر الطَّاقة. و«سهل» أي: في قضاء حوائجهم، أو معناه: أنه سمح القضاء، سمح الاقتضاء، سمح البيع، سمح الشِّراء).

## التودد في أفعال النبيﷺ
من ذلك توَدُّده ﷺ لمن حوله، بتبسُّمه في وجوه أصحابه، ودعائه لهم، 
روي عن جرير أن رسول اللّه ﷺ قال: 
| التودد (خلق) | (ما حجبني النَّبي ﷺ منذ أسلمت، ولا رآني إلا تبسَّم في وجهي، ولقد شكوت إليه أنِّي لا أثبت على الخيل، فضرب بيده في صدري، وقال: اللهمَّ ثبِّته، واجعله هاديًا مهديًّا). | التودد (خلق) |

- ومِنْ توَدُّده ﷺ أنَّه (كان يمرُّ بالصِّبيان فيسلم عليهم).
- وكان ((إذا لقيه أحد من أصحابه، قام معه فلم ينصرف حتى يكون الرَّجل هو الذي ينصرف عنه، وإذا لقيه أحد من أصحابه فتناول يده، ناوله إياها فلم ينزع يده منه حتى يكون الرَّجل هو الذي ينزع يده منه، وإذا لقي أحدًا من أصحابه فتناول أذنه، ناوله إياها ثم لم ينزعها حتى يكون الرَّجل هو الذي ينزعها عنه)).
- ومِنْ توَدُّده ﷺ لأصحابه أنَّه: ((كان يأتي ضعفاء المسلمين، ويزورهم ويعود مرضاهم، ويشهد جنائزهم))

## مقولات وحكم عن المودة والتودد
قال أبو حاتم: (الواجب على العاقل أنْ يتحبَّب إلى النَّاس بلزوم حسن الخلق، وترك سوء الخلق؛ لأنَّ الخلق الحسن يذيب الخطايا كما تذيب الشَّمس الجليد، وإن الخلق السَّيئ ليفسد العمل كما يفسد الخلُّ العسل، وقد تكون في الرَّجل أخلاق كثيرة صالحة كلُّها، وخلق سيئ، فيفسد الخلق السَّيئ الأخلاق الصَّالحة كلَّها).
- قال الحسن البصري: (التَّقدير نصف الكسب، والتَّودُّد نصف العقل، وحسن طلب الحاجة نصف العلم). 
- وسئل الحسن عن حسن الخلق، فقال: (الكرم، والبذلة، والتَّودُّد إلى النَّاس).
- وروي عن لُقْمان أنَّه قال لابنه: (يا بنيَّ تَوَدَّدْ إلى النَّاس، فإنَّ التَّوَدُّد إليهم أمنٌ، ومعاداتهم خوفٌ).
- وقال المنصور: (إذا أحببت المحمدة من النَّاس بلا مؤونة، فالْقَهم ببِشْر حَسَن).
- وقيل: (استدم مَوَدَّة أخيك بترك الخلاف عليه، ما لم تكن عليه منقة أو غضاضة).
- وقال الحسن بن وهب: (من حقوق الموَدَّة، أخذ عفو الإخوان، والإغضاء عن تقصيرٍ إن كان).
- ومن كلام العرب: (خطب وُدَّ فلان)، أي: أرضاه، تودَّد إليه، طلب صداقته.
- وقال الخوارزمي في كتابه (مفيد العلوم): وإن جفاك إخوانك وكفروا نعمتك، وأنكروا صنعك، ورأيت ممَّن أحسنت له سيِّئة، أو مرضت فلم يعدك، أو قدمت فلم يزرك، أو تشفَّعت فلم يقبلوا، فلا تغتمَّ، وتسَلَّ بهذه الأبيات التي لأبي بكر الصديق رضي الله عنه:

## أنواع التَّودُّد
التودد نوعان:
1- تودد محمود: وهو ما كان ناشئًا من محبة معتدلة لأهل الخير والصلاح.
2- تودد مذموم: وهو التودد إلى الكفار والظالمين وفسقة الناس.

## موانع اكتساب التَّودُّد إلى النَّاس[24]
1- الكبر والخيلاء فهما من الصِّفات المنافية للتَّودُّد.
2- العبوس في وجوه النَّاس، فهو مانع لكسب وُدِّهم.
3- الغلظة في الكلام، وفظاظة العبارات، وفحش الألفاظ.
4- الشُّحُّ والبخل، مدعاة لمقت صاحبها، وتتنافى مع التَّودُّد للخَلْق.
5- غلظة الطَّبع، والشِّدة في التَّعامل.
6- الجفاء وترك التَّواصل بين النَّاس مع بعضهم، فهو سبب يحول دون استدامة الوُدِّ، وازدياده في القلوب.
7- الخصومات والنزاعات، وكثرة الخلاف.